# Metriogryllacris
Metriogryllacris is een geslacht van rechtvleugeligen uit de familie Gryllacrididae. De wetenschappelijke naam van dit geslacht is voor het eerst geldig gepubliceerd in 1937 door Karny.

## Soorten
Het geslacht Metriogryllacris omvat de volgende soorten:
- Metriogryllacris alia Gorochov, 2004
- Metriogryllacris amitarum Griffini, 1914
- Metriogryllacris bavi Gorochov, 2004
- Metriogryllacris comes Gorochov, 2002
- Metriogryllacris darevskyi Gorochov, 2004
- Metriogryllacris distincta Gorochov, 2004
- Metriogryllacris eugenii Griffini, 1914
- Metriogryllacris fasciata Ichikawa, 2001
- Metriogryllacris fida Gorochov, 2002
- Metriogryllacris gialai Gorochov, 2004
- Metriogryllacris libera Karny, 1929
- Metriogryllacris microptila Gorochov, 2004
- Metriogryllacris orlovi Gorochov, 2004
- Metriogryllacris permodesta Griffini, 1914
- Metriogryllacris pulex Karny, 1928
- Metriogryllacris tamdao Gorochov, 2004
- Metriogryllacris xiphiura Karny, 1928